# شيماء عبد العزيز
شيماء عبد العزيز (مواليد 30 مارس 1981)، لاعبة تنس طاولة مصرية، مثّلت مصر في دورتين أولمبيتين؛ سيدني 2000 وبكين 2008.

## المشاركة الأولمبية

### سيدني 2000
| الرياضيّة/تان                | المنافسة | المجموعة | ف-م | خ-م | ف-أ | خ-أ | ن-ص | ن-ض | الترتيب |
| --------------------------- | -------- | -------- | --- | --- | --- | --- | --- | --- | ------- |
| شيماء عبد العزيز            | فردي     | M        | 0   | 2   | 0   | 6   | 74  | 126 | 49 م    |
| بسنت عثمان شيماء عبد العزيز | زوجي     | O        | 0   | 2   | 0   | 4   | 45  | 84  | 25 م    |

### بكين 2008
| الرياضيّة         | الحدث | الدور التمهيدي                       | الدور 1          | الدور 2          | الدور 3          | الدور 4          | ربع النهائي      | نصف النهائي      | النهائي / م ب    | النهائي / م ب |
| الرياضيّة         | الحدث | المنافِسَة النتيجة                     | المنافِسَة النتيجة | المنافِسَة النتيجة | المنافِسَة النتيجة | المنافِسَة النتيجة | المنافِسَة النتيجة | المنافِسَة النتيجة | المنافِسَة النتيجة | الترتيب       |
| ---------------- | ----- | ------------------------------------ | ---------------- | ---------------- | ---------------- | ---------------- | ---------------- | ---------------- | ---------------- | ------------- |
| شيماء عبد العزيز | فردي  | بان لي تشون (تايبيه الصينية) · خ 0–4 | لم تتأهل         | لم تتأهل         | لم تتأهل         | لم تتأهل         | لم تتأهل         | لم تتأهل         | لم تتأهل         | لم تتأهل      |

## روابط خارجية
- شيماء عبد العزيز على موقع منظمة تنس الطاولة العالمي (الإنجليزية)
- شيماء عبد العزيز على موقع أوليمبيديا (الإنجليزية)